# Prozjekt
Het woord prozjekt (Russisch: прожект, van het Franse projet, afkomstig van het Latijnse projectus) wordt in Rusland gebruikt als satirisch synoniem voor een onzinnig grootschalig project, dat vaak niet of nauwelijks wordt uitgevoerd. Het woord werd geïntroduceerd door schrijver Nikolaj Gogol in zijn boek Dode zielen voor landheer Melnikov die in plaats van iets aan zijn chaotische huishouden te doen liever droomde van het bouwen van een brug over zijn grote vijver, die hij in werkelijkheid nooit aanlegde. In de tijd van de Sovjet-Unie kwam het symbool te staan voor de grote projecten die achter de tekentafel werden voorbereid en uitgingen van een prachtige toekomst voor het Sovjetvolk, maar in de praktijk zo onhaalbaar waren, dat ze het symbool werden van spot door tegenstanders. Voorbeelden van zulke projecten waren het installeren van opklapbare satellieten in de ruimte die de Russische steden in het poolgebied tijdens de lange winternachten van licht moesten voorzien, het plan van Nikita Chroesjtsjov om een cascadesysteem van waterkrachtcentrales in de Wolga, Dnjepr en de Don aan te laten leggen, die (naar later bekend werd) bij uitvoering 2.600 dorpen en 165 steden zou doen ondergaan in stuwmeren of de omleiding van de noordwaartse loop van de grote Siberische rivieren om de watertekorten van Centraal-Azië te bestrijden. Het laatste project, dat de aanleg van enorme lange kanalen omhelsde, moest deels met atoomexplosies worden gerealiseerd.
Een recenter project is de herleving van de al sinds het begin van de 20e eeuw bestaande plannen voor de ruim 50 kilometer lange Beringstraattunnel (eerdere plannen spraken nog van een brug), die twee zeer dunbevolkte gebieden (Tsjoekotka en Alaska) zou moeten verbinden en waarvoor in Rusland nog eens duizenden kilometers spoor moeten worden aangelegd om er überhaupt te komen.